# Coleophora paripennella
Coleophora paripennella é uma espécie de mariposa do gênero Coleophora pertencente à família Coleophoridae.